# Pinnaspis mussaendae
Pinnaspis mussaendae är en insektsart som först beskrevs av Green 1896.  Pinnaspis mussaendae ingår i släktet Pinnaspis och familjen pansarsköldlöss. Inga underarter finns listade i Catalogue of Life.